# Dave Bronze
Dave Bronze (né le 2 avril 1952 à Billericay) est un bassiste anglais qui a notamment travaillé avec Robin Trower, Dr. Feelgood, Eric Clapton...